# Joachim von Beust
Joachim von Beust (Möckern, 19 de Abril de 1522 — Planitz, 4 de Fevereiro de 1597) foi jurista alemão. Era filho de Achim von Beust e graduou-se em Direito na Universidade de Leipzig em 1539. Lá conheceu Martinho Lutero que reconheceu a sua precocidade. Instigado por Modestinus Pistoris, em 1548, tornou-se Doutor em Direito pela Universidade de Bolonha e em seguida viajou para Roma. Em 1550 estava em Chemnitz.
Tornou-se conselheiro de Maurício, Eleitor da Saxônia (1521-1553) que em 28 de julho de 1550 criou o Supremo Tribunal de Wittenberg, tendo convidado Benedikt Pauli (1490-1552), Michael Teuber (1524-1586) e von Beust como seus assessores. Em 22 de maio de 1552 matriculou-se na Universidade de Wittenberg, onde era professor desde 1550. Em 1553 tornou-se conselheiro de Augusto, Duque da Saxônia (1526-1586), cargo que ocupou durante a gestão de Cristiano I, Duque da Saxônia (1560-1591). 
Em 2 de agosto de 1556 casou com Barbara Brand von Lindau, e em 13 de julho de 1559 nasceu seu primeiro filho Heinrich Friedrich. Em 1562 foi nomeado reitor da Faculdade de Direito da Universidade de Wittenberg bem como em 1580, porém, transferiu-se de Meißen para Dresden, mas é formalmente listado na universidade até 1588.  Por causa de seu trabalho na área de Direito, viu-se várias vezes envolvido em controversas teológicas da época. Morreu em 4 de fevereiro de 1597.

## Obras
- Oratio de legum et ordinis politici dignitate, etc - 1561
- Oratio De Constantino Magno - 1569
- Christiados libellus: ad Augustum Saxoniae Ducem et Electorem, etc 1572
- Lectura in D. Vet de Jurejurando. Wittenberg 1576
- Tractatus Connubiorum praestantiss. Iuris Consultorum 1583
- De vita Modestini Pistoris, et Johannis Sneidewinii praestantissimorum Iureconsultorum - 1585
- Tractatus de sponsalibus et matrimoniis ad praxin forensem accommodatus Wittenberg 1586
- Encheiridion de Arte Bene Moriendi. Kezbeli Könyuetske. Az Iol Es Bodogul Valo Meghalasnac Mesterségeről. Mostan Vyonnan Beust Ioachim Nac Irasabol, Magyarra Fordittatot, Magyari I. ... Altal, Etc - 1595
- Orthodoxa enarratio Evangeliorum, Qvæ Diebvs Dominicis Et Sanctorvm Festis In Ecclesia Dei explicantur [...].: Complectens Evangelia A Dominica I. Aduentus Domini vsq[ue] ad festum Trinitatis [...]. Ps 1 1595
- Tractatus de jure connubiorum et dotium - 1597
- In Beatum Obitum Nobilis ... Dn. Ioachimi À Beust ... Parentatio, Etc - 1598
- Lectura in titulum Digesti veteris de iureiurando - 1608
- Disticha latino-germanica - 1726